# Hugo Rincón
Hugo Rincón, né le 27 janvier 2003 à Valtierra en Espagne, est un footballeur espagnol qui évolue au poste d'arrière droit au Girona FC, en prêt de l'Athletic Bilbao.

## Biographie

### En club
Né à Valtierra en Espagne, Hugo Rincón commence le football au CA Osasuna avant d'être formé à l'Athletic Bilbao, qu'il rejoint lors de l'été 2018, à l'âge de quinze ans. C'est au cours de la saison 2022-2023 qu'il s'impose dans léquipe B de l'Athletic.
Le 11 août 2024, Hugo Rincón est prêté pour une saison au CD Mirandés, en deuxième division espagnole. 
Il joue son premier match avec ce club le 16 août 2024, lors de la première journée de la saison 2024-2025 de deuxième division espagnole, face au Córdoba CF. Il est titularisé, et son équipe l'emporte par un but à zéro.